# Cap-Haïtien
Cap-Haïtien (Haitianisch-Kreolisch: Kap Ayisyen) ist eine Hafenstadt an der Nordküste der Karibik-Insel Hispaniola in Haiti mit 186.251 Einwohnern (Volkszählung 2013).

## Geschichte
Die Stadt wurde 1670 als Cap-Français gegründet und war für etwa ein Jahrhundert die Hauptstadt der französischen Kolonie Saint-Domingue und von 1806 bis 1820 Hauptstadt des haitianischen Nordstaates. Heute ist sie das wirtschaftliche Zentrum der Region und bedeutender Touristenort.

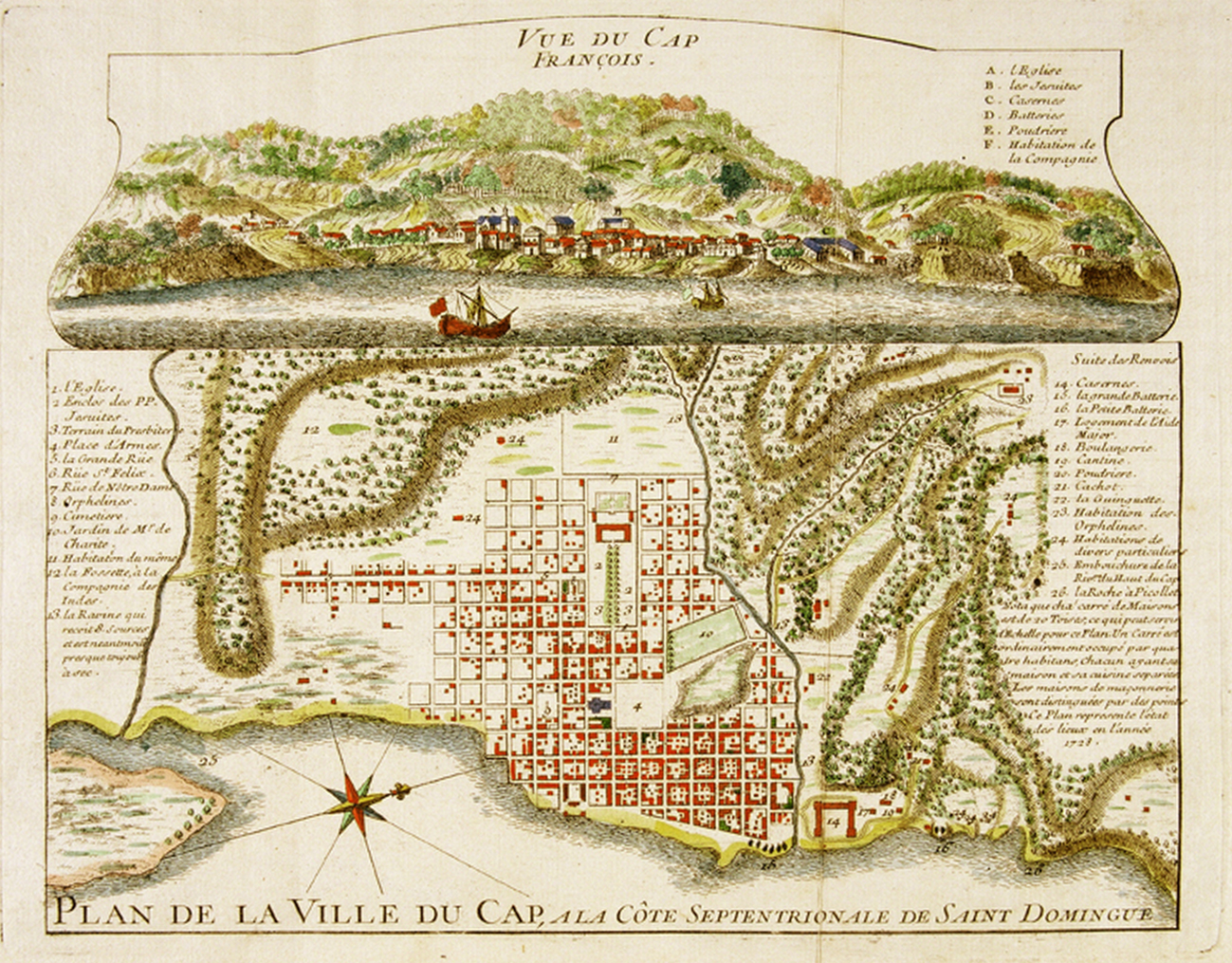
Ansicht und Plan von Cap-François im Jahre 1728

Der haitianische Nationalheld Toussaint Louverture wurde 1743 in der Stadt geboren.
Am 7. Mai 1842 wurde die Stadt durch ein sehr starkes Erdbeben größtenteils zerstört, dabei sollen bis zu 10.000 Menschen umgekommen sein.
Seit 1861 ist die Stadt Amtssitz des Erzbistums Cap-Haïtien.
In den 2010er Jahren wurde das Flugfeld der Stadt zum Flughafen Cap-Haïtien ausgebaut, der seitdem der zweite internationale Flughafen Haitis ist.

## Städtepartnerschaften
- Cap-Haïtien ist mit der US-amerikanischen Stadt Portland (Maine) verschwistert.[3]

## Söhne und Töchter der Stadt
- François-Dominique Toussaint Louverture (um 1743–1803), haitianischer Nationalheld afrikanischer Herkunft, einer der ersten Anführer der lateinamerikanischen Unabhängigkeitsbewegung
- Pierre Nord Alexis (1820–1910), Politiker und Präsident von Haiti
- Oswald Durand (1840–1906), Schriftsteller
- Jean Antoine Tancrède Auguste (1856–1913), General, Politiker und Staatspräsident
- Justin Elie (1883–1931), Komponist und Pianist
- Philomé Obin (1892–1986), Künstler
- Carlet Auguste (1903–2001), Politiker und Diplomat
- Gabriel Bien-Aimé († 2010), römisch-katholischer Priester, Manager und Politiker
- Ernst Jean-Joseph (1948–2020), Fußballspieler
- Fritz Jean (* 1956), Ökonom, Autor und Politiker
- Nesmy Manigat, Ökonom, Politiker, Bildungsminister
- Dominique Dupuy (* 1990), Diplomatin, Politikerin, Außenministerin
- Maudeline Moryl (* 2003), Fußballspielerin
- Dayana Pierre-Louis (* 2003), Fußballspielerin